# معاینه لگن
معاینه لگن (Pelvic examination)، معاینه جسمی و دستی اندام تناسلی خانم است و به‌دنبال داشتن ترشحات غیرطبیعی واژن و درد لگن توسط پزشک متخصص زنان و ماما انجام می‌شود. معاینه لگن معمولاً فقط چند دقیقه طول می‌کشد. در طول این معاینه دهانه ورودی واژن، دهانه رحم، رحم، تخمدان‌ها، مثانه و رکتوم ارزیابی می‌شود. در حین معاینه هم در صورت لزوم نمونه برداری از بافت رحم برای آزمایش پاپ اسمیر و تشخیص سلول‌های سرطانی در دهانه رحم انجام می‌شود.

## نحوه انجام معاینه لگن
برای آمادگی قبل از معاینه لگن نیاز به انجام کار خاصی نیست. برای راحتی بیشتر معاینه لگن در روزی که پریود نیستید انجام می‌شود. همچنین، اگر مثانه قبل از معاینه خالی کنید، معاینه راحت تر انجام می‌شود.
معاینه لگن در مطب پزشک انجام می‌شود. برای این کار از شما خواسته می‌شود لباس و لباس زیر خود را در بیاورید. قبل از انجام معاینه لگن، پزشک ممکن است قلب و ریه‌ها را نیز ارزیابی کرده و معاینه شکمی و سینه‌ها را نیز انجام دهد. سپس روی صندلی مخصوص معاینه زنان دراز خواهید کشید و زانوها خم شده و پاها در گوشه‌های میز یا تکیه گاه‌ها قرار می‌گیرند. بدن خود را به سمت انتهای تخت بکشید و بگذارید زانوها کاملاً باز شوند.
ابتدا، قسمت خارجی واژن از نظر سوزش، قرمزی، وجود زخم‌ها، تورم یا سایر ناهنجاری‌ها معاینه می‌شود. در مرحله بعد، پزشک از یک اسپکولوم، ابزاری پلاستیکی یا فلزی که به شکل صورت اردک است، برای بازشدن راحت تر دیواره‌های واژن و دیدن واژن و دهانه رحم استفاده می‌کند. اسپکولوم ممکن است قبل از وارد شدن گرم شود تا راحت تر واژن را باز کند.
از آنجا که رحم و تخمدان خارج از بدن دیده نمی‌شود، پزشک برای این بخش از معاینه باید داخل شکم و لگن را با دست لمس کند. پزشک با انگشتان یک دست که با مواد روان‌کننده آغشته شده‌است، داخل واژن را لمس می‌کند، در حالی که دست دیگر به آرامی روی قسمت بیرونی شکم فشار می‌آورد.
در طی این قسمت از معاینه، پزشک اندازه و شکل رحم و تخمدان‌های را بررسی می‌کند. البته این معاینه قادر به تشخیص وجود بافت غیرطبیعی یا زخم‌ها نمی‌باشد. پس از معاینه واژن، پزشک انگشت خود را از قسمت مقعد در روده وارد می‌کند تا از حساس بودن آن، رشد یا سایر ناهنجاری‌ها مطلع شود. اگر معاینه لگن مشکل غیرطبیعی را نشان داد، پزشک بلافاصله شما را مطلع می‌کند. اما نتایج تست پاپ ممکن است چند روز طول بکشد

## معاینه لگنی در دوران بارداری
معاینه لگن در زنان باردار نیز مشابه زمان غیر بارداری است. در اوایل بارداری، پزشک معاینه لگن را به منظور بررسی بافت‌های دهانه رحم و عفونت بررسی می‌کند. در اواخر بارداری نیز برای تعیین نوع زایمان و میزان نرم شدن دهانه رحم، معاینه لگن انجام می‌شود.